# Жеверк, Клод
Клод Жеверк (фр. Claude Gewerc; 21 июня 1947, Берген, Германия — 7 октября 2024, Клермон) — французский политик, президент совета региона Пикардия, член Социалистической партии Франции.
Сын депортированных польских евреев, Клод Жеверк родился 21 июня 1947 года в лагере Берген-Бельзен (земля Нижняя Саксония, Германия), образованном на месте бывшего нацистского концлагеря.  Впоследствии семья переехала в Париж. После окончания школы рекламы работал в модельном бизнесе. В 1980 году переехал в Клермон (департамент Уаза).
В 1977 году Жеверк вступил в Социалистическую партию, а в 1983 году принял участие в избирательной кампании в городе Клермон. Он был избран в городской совет по списку левых и стал заместителем мэра Андре Вантомма, отвечал за финансовые вопросы.
В 1998 году Клод Жеверк впервые прошел в состав регионального совета Пикардии, а после отставки лидера левых Вальтера Ансаллема возглавил фракцию социалистов в региональном совете. В 2001 году сменил Андре Вантомма, избранного в Сенат, на мосту мэра Клермона.
В 2002 году Жеверк впервые принял участие в кампании по выборам депутатов Национального собрания, но не смог заручиться поддержкой однопартийцев и стать кандидатом социалистов по 7-му избирательному округу. В 2012 году он вновь участвовал в парламентских выборах, уже в качестве кандидата от социалистов, но уступил действующему депутату Эдуару Куртьялю.
В 2004 году Клод Жеверк возглавил список социалистов на региональных выборах, и после победы на них был избран президентом регионального совета Пикардии. В 2010 году он вновь привёл свой список к победе на выборах и сохранил пост президента совета.
Умер 7 октября 2024 года в возрасте 77 лет в Клермоне, после продолжительной болезни.

## Занимаемые выборные должности
- 1983 — 2001 — вице-мэр города Клермон
- 11.2001 — 05.2008 — мэр города Клермон
- 03.1998 — 24.03.2004 — член регионального совета Пикардии
- 25.03.2004 — 31.12.2015 — президент регионального совета Пикардии.